# El Chapulín Colorado animado
El Chapulín Colorado animado o El Chapulín Colorado, la serie animada es una serie animada de televisión mexicana, producida por Televisa y Ánima Estudios, basada en la serie de comedia de imagen real de los años 70 y 80 El Chapulín Colorado. Aunque estuvo muy lejos de alcanzar el mismo éxito de su serie hermana predecesora El Chavo animado (originalmente transmitida entre 2006 y 2014), esta producción logró mantenerse al aire durante 5 temporadas, desde su estreno el 13 de abril de 2015 hasta su última emisión el 1 de junio de 2017, con un total de 74 episodios emitidos.

## Descripción
En sus inicios, los episodios de la nueva versión de El Chapulín Colorado se basaron en los mismos libretos que escribió Roberto Gómez Bolaños para la serie original. Se tenía pensado que la primera temporada (al igual que en el El Chavo animado) constara de 26 episodios adaptados de dicha serie; sin embargo, dicha idea fue descartada, y se crearon nuevos libretos para el resto de episodios de la primera temporada, al igual para las restantes cuatro temporadas, que también fueron escritos en su mayoría con nuevos guiones de Antonio Abascal. A diferencia de El Chavo animado, Gómez Bolaños nunca se involucró en la producción de esta serie debido a que, para ese  entonces, ya estaba muy afectado por la enfermedad de Parkinson y falleció sólo unos meses antes de que saliera al aire.
La animación para los personajes fue realizada en 2D, mientras que para los escenarios y fondos se realizaron algunas secuencias con modelos CGI, del mismo estilo de animación que utilizó la película El Agente 00-P2 y en el mismo Chavo animado. Esta no es la primera adaptación a animación del personaje, pues anteriormente se mostraban en los créditos de la serie original algunas secuencias animadas con modelos de plastilina.

## Argumento
La serie tiene técnicamente el mismo argumento de la serie original. Sin embargo, a diferencia de la versión original, aquí se muestra también la vida del Chapulín Colorado (Jesús Guzmán) fuera del combate contra el mal, así como la base donde se organiza y se asegura de ayudar a la gente correcta. Él cuenta con la ayuda del Profesor Inventillo (Arturo Mercado) y de sus inventos, así como de la nieta del profesor; Dulce (Julieta Rivera), quien está enamorada del Chapulín en secreto. También está el personaje de Periquita Mozcorra (Erica Edwards), quien es una reportera ególatra y amarillista que también está enamorada del Chapulín, pero que a diferencia de Dulce (quien se siente atraída por su nobleza y sentido de la justicia), a ella solo le atrae "su físico varonil". La serie también cuenta de vez en cuando con algunos cameos de otros personajes de Chespirito, como se puede ver el primer episodio de la segunda temporada, en el cual, el conductor del autobús en el que pelea el Chapulín al inicio del episodio es claramente El Botija.

### Humor
A diferencia de la serie animada de El Chavo, esta serie mantiene el humor universal de la versión original sin infantilizar el concepto ni cambiar la personalidad del personaje titular (razones que hicieron de la serie animada de El Chavo una adaptación muy criticada). Esto se puede notar mucho en la sátira presentada en la serie, donde la crítica más notable se ve en el personaje de Periquita Mozcorra, quien representa a los reporteros amarillistas y conductoras superficiales de los hoy muy criticados programas de "chismes". A su vez, al igual que las versiones originales de El Chavo y El Chapulín Colorado, esta serie contiene humor que puede ser entendible solo por el público adulto, aunque sean series para todo el público, como es el caso del primer episodio de la segunda temporada, donde Periquita finge ser robada en plena noche solo para atraer al Chapulín y "hacerlo suyo", y se puede ver una escena en la que el héroe (muy ruborizado) se siente incómodo ante la indumentaria de Periquita, quien le hace varias insinuaciones, donde la más clara es la del siguiente diálogo:
- Chapulín: ¿Te robaron hasta la ropa?
- Periquita: No, es que estaba a punto de dormir y esta es mi pijamita.

## Episodios
La serie cuenta con 5 temporadas y un total de 74 episodios.
Los 74 episodios fueron estrenados de manera virtual por medio de plataforma VeoTv de Televisa entre el 13 de abril de 2015 y el 1 de junio de 2017. En tanto, por televisión únicamente se emitieron las primeras dos temporadas, en el Canal de las Estrellas se estrenaron dos episodios cada domingo entre el 26 de julio y el 18 de octubre de 2015, en el horario de las 10 de la mañana.
En Canal 5 los mismos dos episodios estrenaban los viernes, dichos episodios estrenaron entre el 31 de julio y el 23 de octubre de 2015.
Por el canal Tiin los episodios estrenaron de manera más rápida, emitiendo dos episodios diarios de lunes a viernes entre el 3 y 19 de agosto de 2015. El resto de los episodios se emitieron únicamente en VeoTv, aunque fuera de Latinoamérica, la serie se estrenó en Portugal por el canal SIC-K el lunes 18 de diciembre de 2017.
| Temporada | Temporada | Episodios | Temporada en Latinoamérica | Temporada en Latinoamérica | Temporada en Latinoamérica | Temporada en México     | Temporada en México     | Temporada en México      | Temporada en México      |
| Temporada | Temporada | Episodios | VeoTv (Internet)           | Canal Tiin                 | Canal Tiin                 | Canal de las Estrellas  | Canal de las Estrellas  | Canal 5                  | Canal 5                  |
| Temporada | Temporada | Episodios | Estreno                    | Inicio                     | Final                      | Inicio                  | Final                   | Inicio                   | Final                    |
| --------- | --------- | --------- | -------------------------- | -------------------------- | -------------------------- | ----------------------- | ----------------------- | ------------------------ | ------------------------ |
|           | 1         | 13        | 13 de abril de 2015        | 3 de agosto de 2015        | 11 de agosto de 2015       | 26 de julio de 2015     | 6 de septiembre de 2015 | 31 de julio de 2015      | 11 de septiembre de 2015 |
|           | 2         | 13        | 15 de mayo de 2015         | 11 de agosto de 2015       | 19 de agosto de 2015       | 6 de septiembre de 2015 | 18 de octubre de 2015   | 11 de septiembre de 2015 | 23 de octubre de 2015    |
|           | 3         | 14        | 1 de septiembre de 2015    | No estrenado               | No estrenado               | No estrenado            | No estrenado            | No estrenado             | No estrenado             |
|           | 4         | 14        | 1 de diciembre de 2016     | No estrenado               | No estrenado               | No estrenado            | No estrenado            | No estrenado             | No estrenado             |
|           | 5         | 20        | 1 de junio de 2017         | No estrenado               | No estrenado               | No estrenado            | No estrenado            | No estrenado             | No estrenado             |

## Reparto
Las grabaciones de voz se llevaron a cabo en el estudio Dubbing House, donde anteriormente se hicieron las grabaciones de voz de El Chavo animado (entre la quinta y séptima temporada).

### Reparto principal
| Personaje            | Actor de voz           | Temporada |
| -------------------- | ---------------------- | --------- |
| El Chapulín Colorado | Jesús Guzmán           | 1ª-5ª     |
| Periquita Mozcorra   | Erica Edwards          | 1ª-5ª     |
| Comandante Chacota   | Enrique Horiouchi      | 1ª-4ª     |
| Comandante Chacota   | Luis Alfonso Mendoza † | 5ª        |
| Profesor Inventillo  | Arturo Mercado         | 1ª-5ª     |
| Dulce                | Julieta Rivera         | 1ª-5ª     |

## Reboot
En mayo de 2024, se anunció un reboot de la serie animada con el nombre "Los Colorado".